# L'Homme qui ment
Pour plus de détails, voir Fiche technique et Distribution.
L'Homme qui ment est un film franco-tchécoslovaque réalisé par Alain Robbe-Grillet, sorti en 1968, avec Jean-Louis Trintignant.
Il existe un commentaire du film, par Robbe-Grillet lui-même interviewé par François Jost, sous le nom de Entretiens sur l'Homme qui ment. Gilles Deleuze voit dans ce film un cas central pour son cours intitulé « Vérité et temps, le faussaire ».

## Synopsis
Dans une région agitée par des guerres récentes, un homme que personne ne connaît arrive à pied. Il s’arrête dans une auberge, écoutant les conversations qui commentent une affaire locale : le retour attendu d’un certain Jean. L’étranger retrouve la demeure de ce héros mystérieux, une grande maison frappée d’abandon. Là vivent retranchées la sœur et la femme de Jean, ainsi que la servante, entourées de portraits du disparu. Charmeur, l’étranger se présente de façon séduisante, si bien qu’on l’écoute et qu’on finit par croire ce qu’il dit, même lorsque ses affirmations se contredisent… 

## Fiche technique
- Réalisation : Alain Robbe-Grillet
- Montage : Bob Wade
- Affiche : Jouineau Bourduge (France)

## Distribution
- Jean-Louis Trintignant
- Sylvie Breal
- Zuzana Kocurikova
- Dominique Prado
- Sylvie Turbova